# Geraint Evans
Geraint Evans (Sir Geraint Llewellyn Evans) (16 de febrero de 1922 – 19 de septiembre de 1992) fue un destacadísimo bajo-barítono gales famoso por sus interpretaciones de Figaro, Papageno, Falstaff, Dulcamara, Don Pasquale, Don Pizarro, Leporello y Wozzeck. 
Cantó más de 70 personajes y su carrera se extendió entre 1948-1984 actuando principalmente en el Covent Garden, en el Festival de Glyndebourne y en La Scala, París, San Francisco, Metropolitan Opera y el Teatro Colón de Buenos Aires en 1963 y 1965, allí cantó Falstaff, Don Pasquale y Leporello de Don Giovanni de Mozart.
En 1969 fue condecorado Caballero del Imperio Británico.
En 1984 Evans publicó sus memorias: A Knight at the Opera.
Deja un vasto legado discográfico.